# Geopotencial
Geopotencial, em qualquer ponto da atmosfera, é o trabalho necessário para vencer a força da gravidade e elevar uma massa de ar do nível médio do mar para cima até uma determinada altura. A partir desta grandeza deriva-se a altura geopotencial, que é medida em metro geopotencial (mgp), onde divide-se o geopotencial pelo valor médio da aceleração da gravidade no nível médio do mar (9,80665 m/s2). Assim, pode-se determinar a altura dos níveis de pressão atmosférica num dado local, tendo como referência o nível médio do mar e não a elevação do local. Em outras palavras, é o potencial gravitacional da Terra a uma determinada altura. Por convenção, é zero ao nível do mar, cuja altitude é por definição igual a zero.
Fisicamente, a altura geopotencial é o trabalho requerido para levantar uma unidade de massa do nível médio do mar até um dado nível de pressão. Ela representa a altitude acima do nível do mar em que está um determinado nível de pressão, embora não seja exatamente a altitude verdadeira da medida em metros. Esta grandeza é útil porque um dado nível de pressão não é paralelo a superfície terrestre, e estas variações de altitude do nível de pressão indicam regiões de alta e baixa pressão no geopotencial escolhido. Normalmente é utilizado na meteorologia geopotencial de 1000 (superfície), 850, 500 e 200hPa.

## Aplicações
Em meteorologia , é essencial conhecer a altura geopotencial das superfícies à pressão atmosférica constante, representadas em grande escala por isolinhas ou curvas de nível; Análises de pressão constante de mapas meteorológicos em 850 hPa e 500 hPa são essenciais para entender a circulação de massas de ar que ocorre em diferentes níveis superiores da atmosfera. O valor da altura geopotencial num determinado valor de pressão corresponde à altitude acima do nível do mar na qual esse valor de pressão é registado.
Geralmente, na presença de altos valores de altura geopotencial, há condições de alta pressão e também valores de temperatura isotérmica mais altos; valores baixos de altura geopotencial são encontrados na presença de baixa pressão e temperaturas isotérmicas mais baixas (uma exceção deve ser feita para anticiclones térmicos sazonais, como o anticiclone da Groenlândia e o anticiclone russo-siberiano, onde a pressão é muito alta, mas por outro lado, as temperaturas extremamente baixas registadas nos mesmos contextos equilibram a altura geopotencial em direção a valores relativamente baixos). Tudo isso pode ser explicado pelo gradiente de pressão vertical mais negativo presente nas colunas de ar frio, em comparação com o encontrado nas colunas de ar mais quente: na mesma altitude, a pressão atmosférica de uma coluna de ar mais frio é menor do que a encontrada nas colunas de ar mais quente..
Devido a um efeito mecânico (força de Coriolis), no Hemisfério Norte a circulação das massas de ar em grandes altitudes ocorre no sentido anti-horário em torno do valor mínimo da altura geopotencial (isto é visível graficamente especialmente em estruturas com uma pressão muito baixa, como no caso de furacões), que corresponde a uma área de baixa pressão em altitude; pelo contrário, as correntes são organizadas no sentido horário em torno do valor máximo da altura geopotencial. A observação dos mapas de altura geopotencial em 850 hPa e 500 hPa permite estabelecer a circulação atmosférica em diferentes altitudes, identificar a posição dos sistemas frontais e calcular o seu movimento para elaborar previsões meteorológicas; neste sentido, esses mapas parecem ter prioridade sobre os mapas isobáricos ao nível do mar.
Observe que a altura geopotencial corresponderia à real se a força gravitacional "g" e a aceleração devido à rotação da Terra fossem constantes em todos os lugares da Terra. A altura geopotencial leva isso em consideração. Na mesma altura geopotencial, na ausência de qualquer perturbação, a pressão seria constante (enquanto que na real isso não acontece). Portanto, faz sentido, para variações de pressão devido a fatores meteorológicos, referir-se à altura geopotencial em vez da altura real.